# Bolschaja Gluschiza
Bolschaja Gluschiza (russisch Большая Глушица) ist ein Dorf (selo) in der Oblast Samara (Russland) mit 9667 Einwohnern (Stand 14. Oktober 2010).

## Geographie
Der Ort liegt im Wolgagebiet, gut 90 Kilometer Luftlinie südsüdöstlich des Oblastverwaltungszentrums Samara, am linken Ufer des linken Wolga-Nebenflusses Großer Irgis (Bolschoi Irgis) bei der Einmündung des linken Zuflusses Gluschiza.
Bolschaja Gluschiza ist Verwaltungszentrum des nach ihm benannten Rajons Bolschegluschizki sowie der gleichnamigen Landgemeinde (selskoje posselenije), zu der neben Bolschaja Gluschiza auch die Siedlungen Kobsewka (12 km südöstlich) und Morez (11 km westnordwestlich) gehören.

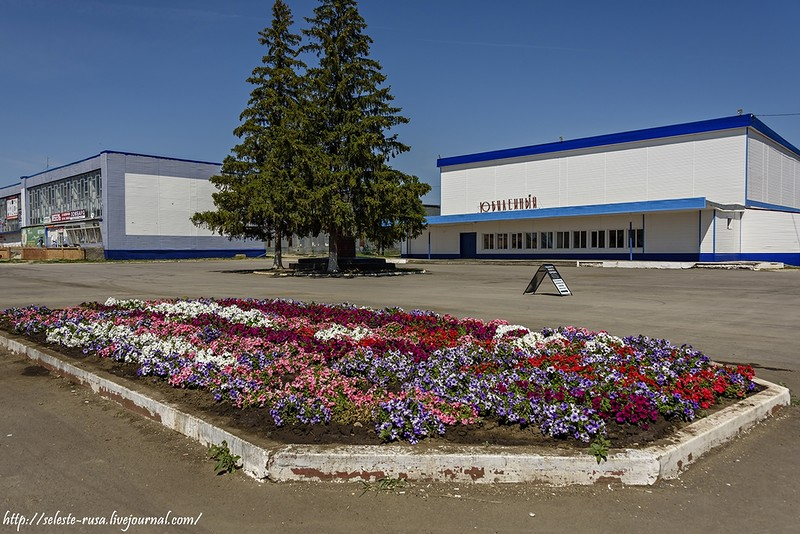
Zentraler Platz mit Kino
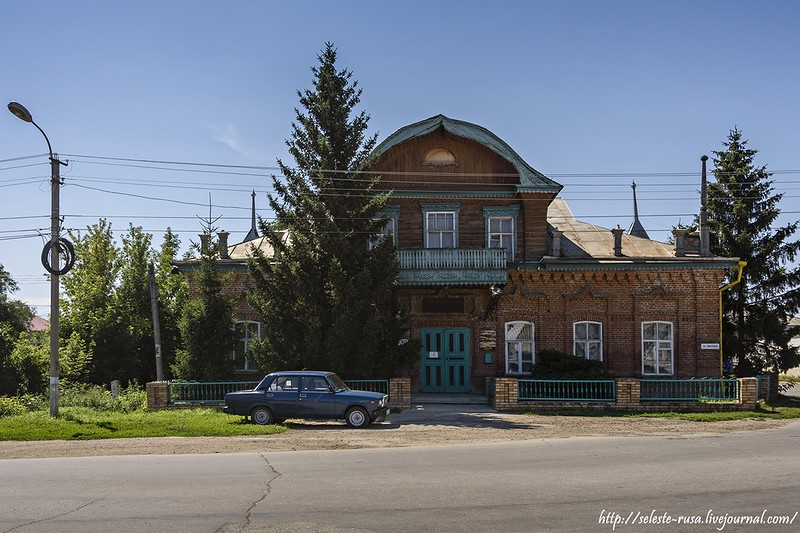
Geschichts- und Heimatmuseum
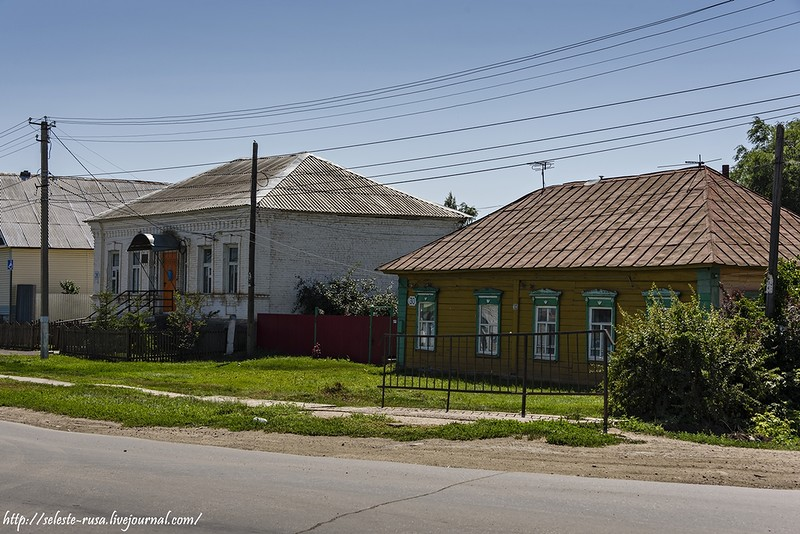
Wohnhäuser in der Sowetskaja-Straße
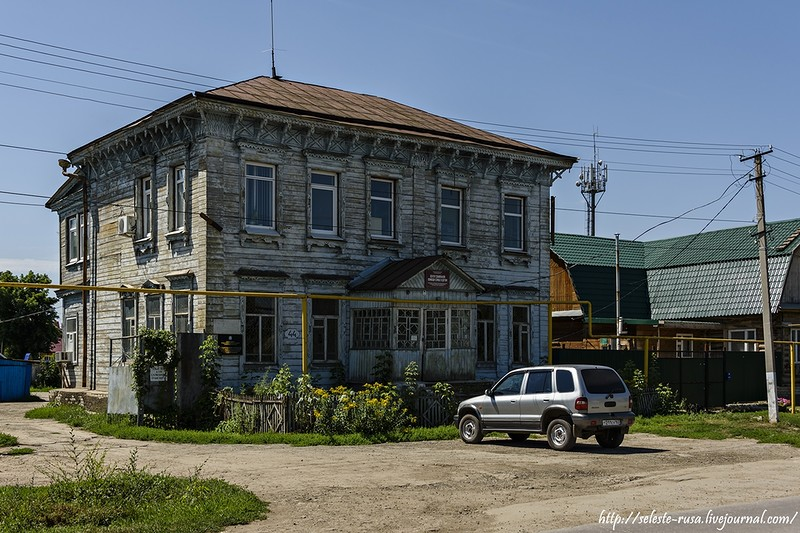
Verwaltungsgebäude (Sozialhilfezentrum), ehemaliges Wohnhaus, mit Holzschnitzereien

## Geschichte
Das Dorf wurde 1779 unter dem Namen Gluschiza nach dem dort in den Großen Irgis mündenden Flüsschen gegründet. Das zunächst nur geringe Bevölkerungswachstum beschleunigte sich durch den Zuzug von Umsiedlern aus Zentralrussland ab 1828. Nach der Entstehung des etwa 20 km westlich, flussabwärts am Großen Irgis gelegenen Dorfes Malaja Gluschiza („Klein-Gluschiza“) 1831 bürgerte sich für das ursprüngliche Dorf die Bezeichnung Bolschaja Gluschiza („Groß-Gluschiza“) ein. Durch seine günstige Lage an der Handelsstraße („Trakt“) zwischen Samara und Uralsk (heute Oral in Kasachstan) entwickelte sich das Dorf zu einem regional bedeutenden Handelspunkt und wurde Sitz einer Wolost im Ujesd Nikolajewsk (heute Pugatschow), der zunächst zum Gouvernement Saratow und ab 1851 zum neugebildeten Gouvernement Samara gehörte.
1928 wurde Bolschaja Gluschiza Verwaltungszentrum eines aus der vormaligen Wolost gebildeten Rajons.

### Bevölkerungsentwicklung
| Jahr | Einwohner |
| ---- | --------- |
| 1897 | 8.166     |
| 1939 | 6.707     |
| 1959 | 6.276     |
| 1970 | 9.651     |
| 1979 | 9.460     |
| 1989 | 9.883     |
| 2002 | 10.133    |
| 2010 | 9.667     |

Anmerkung: Volkszählungsdaten

## Verkehr
Östlich des Dorfes führt die föderale Fernstraße A300 (Teil der Europastraße 121) vorbei, die Samara mit der knapp 90 km südlich von Bolschaja Gluschiza verlaufenden Staatsgrenze zu Kasachstan verbindet (dort weiter als M32 in Richtung Oral – Aqtöbe – Schymkent).
Die nächstgelegene Bahnstation befindet sich knapp 40 km südlich beim benachbarten Rajonzentrum Bolschaja Tschernigowka an der Strecke Pugatschow – Krasnogwardejez (Busuluk).